# Jean-Louis Bourlanges
Jean-Louis Bourlanges, né le 13 juillet 1946 à Neuilly-sur-Seine (Seine), est un homme politique et essayiste français.
Énarque, il commence sa carrière à la Cour des comptes, avant de s'engager auprès de l'UDF puis du MoDem. Il est député européen de 1989 à 2007.
En 2017, il est élu député dans la 12e circonscription des Hauts-de-Seine, puis est réélu en 2022. Il siège au sein du groupe MoDem et est président de la commission des Affaires étrangères de l'Assemblée nationale de 2021 à 2024, en remplacement de Marielle de Sarnez, décédée en janvier 2021.

## Biographie

### Famille et études
Jean-Louis Bourlanges est, par sa mère, en parenté avec l'écrivain Pierre Herbart. Il est petit-fils d'officier de marine et de médecin militaire et originaire de Dunkerque.
Diplômé de l'Institut d'études politiques de Paris en 1969, il est agrégé de lettres modernes en 1971 et admis à l’École nationale d'administration (ENA) en 1975.
Il est ancien président de la Conférence Olivaint, doyenne des associations étudiantes françaises.

### Carrière professionnelle

#### Cour des comptes
Il est nommé auditeur à la Cour des comptes en 1979, puis conseiller référendaire. Le 16 juillet 2008, il est nommé conseiller maître à la Cour des comptes.

#### Professeur
Il est à diverses périodes professeur de lettres en lycée ou professeur associé à l'université Johns-Hopkins de Baltimore.
D'octobre 2002 à juin 2015, il est professeur associé à l'Institut d'études politiques de Paris où il donne le cours « Système et vie politiques dans l'Union européenne ».

#### Auteur
Il est auteur de plusieurs essais politiques et éditorialiste pour divers journaux et magazines. Il a participé régulièrement à l'émission L'Esprit public animée par Philippe Meyer sur France Culture, diffusée le dimanche à 11 h, jusqu'au 26 février 2017.
La direction de la radio ayant décidé de l'écarter temporairement de l'antenne jusqu'à l'élection présidentielle française de 2017 en raison de son engagement pour Emmanuel Macron, il déclare mettre un terme définitif à sa participation. Une pétition est lancée sur internet réclamant sa réintégration.
Depuis 2017, il intervient régulièrement dans l'émission Le Nouvel Esprit public, qu'anime Philippe Meyer, et qui est diffusée en podcast.

### Parcours politique
En 1966, il cofonde l'Union des étudiants pour le progrès, filiale de l'Union des jeunes pour le progrès.
Il est conseiller municipal de Dieppe de 1983 à 1989 et conseiller régional de Haute-Normandie de 1986 à 1998.
Candidat sur la liste de Simone Veil en 1989, il est élu au Parlement européen, puis réélu en 1994 sur la liste de Dominique Baudis et, en 1999, sur celle de François Bayrou. Il est président de la commission du contrôle budgétaire en 1993 et 1994, rapporteur du budget général de l'Union pour l'année 2000, rapporteur sur la hiérarchie des normes et la typologie des actes de l'Union en 2002 et président de la commission parlementaire mixte UE-Pologne en 2002.
Pressenti pour diriger la liste d'union de la droite et du centre aux élections municipales de 2001 à Rouen, il y renonce quelques mois avant le début de la campagne, laissant le maire centriste de Mont-Saint-Aignan Pierre Albertini concourir aux élections de la capitale haut-normande.
Il est président du Mouvement européen-France de 1995 à 1999.
En 2004, il est tête de liste aux élections européennes dans le Nord-Ouest de la France où il arrive en quatrième position avec 11,34 %. Il est élu président de la commission des Libertés civiles, de la Justice et des Affaires intérieures au Parlement européen, mais démissionne de ce poste en 2005.
Il est en 2006 membre du conseil d'administration des laboratoires d'idées Notre Europe et Les Amis de l'Europe
Soutien de François Bayrou au premier tour de l'élection présidentielle de 2007, il appelle à voter pour Nicolas Sarkozy au second tour. À la suite de l'élection présidentielle, il s'éloigne de François Bayrou et du MoDem qui ne représente plus le centrisme à ses yeux. François Bayrou, par son opposition constante à la politique de Nicolas Sarkozy et par ses propos parfois teintés d'anti-capitalisme, n'a pas l'esprit de compromis qui caractérise le centrisme.
En juillet 2007, il est nommé au comité de réflexion sur la modernisation et le rééquilibrage des institutions mis en place par le président de la République Nicolas Sarkozy.
Il abandonne, fin décembre 2007, son mandat de député européen.
Il est élu le 8 juin 2010 président de l'Institut du Centre, un laboratoire d'idées voulant représenter toutes les tendances du centrisme.
Il soutient l'Alliance républicaine, écologiste et sociale, à la fondation de laquelle il a participé et qui visait à fédérer le Nouveau Centre, le Parti radical, la Convention démocrate, La Gauche moderne et l'Alliance centriste, en vue de présenter un candidat porteur des valeurs du centre droit à l'élection présidentielle de 2012. Il est membre de la Commission trilatérale.
Il choisit de soutenir Emmanuel Macron à l'élection présidentielle de 2017. Candidat aux élections législatives qui suivent sous l'étiquette MoDem avec le soutien de La République en marche, il est élu député de la douzième circonscription des Hauts-de-Seine avec 57,9 % des voix au second tour. Il succède à Marielle de Sarnez à la tête de la commission des Affaires étrangères de l'Assemblée nationale le 21 janvier 2021.
Il est candidat à sa réélection lors des élections législatives de 2022 sous l'étiquette de la coalition Ensemble : il est réélu avec 57,53 % des voix au second tour.
Jean-Louis Bourlanges annonce le 10 juin 2024 ne pas se représenter aux élections législatives de 2024, ayant déjà décidé depuis longtemps de ne pas se représenter en cas de dissolution de l'Assemblée nationale. Il estime que le seul moyen de battre le Rassemblement national passe par un « accord entre une droite et une gauche modérées ».

### Prises de positions

#### Accord CETA
En 2017, l'accord de libre échange CETA est présenté au parlement. L'objectif de cet accord est d'augmenter l'import-export entre la France et le Canada. Selon ses défenseurs, il aidera à renforcer l'économie française.
Il est cependant critiqué par les agriculteurs francais, ainsi que par Nicolas Hulot.
Le texte fracture comme jamais auparavant l'Assemblée Nationale.
Jean-Louis Bourlanges se dit favorable au CETA et vote en sa faveur.

#### Lutte contre la fraude fiscale
En 2017, il déclare que le verrou de Bercy, qui offre au ministre des Finances la possibilité de protéger des poursuites un fraudeur fiscal, est une chose anormale dans une démocratie.
Il fait partie d'un petit groupe de députés, dont Éric Coquerel (LFI), Charles de Courson (UDI) et Émilie Cariou (LREM) qui ont travaillé ensemble en 2018 pour abolir ce verrou,.

### Controverses
Dans le contexte de la guerre en Ukraine, Jean-Louis Bourlanges est invité le 25 février 2022 sur Europe 1.
Il interprète l'exil d'une partie de la population ukrainienne fuyant la guerre comme un acte délibéré de Vladimir Poutine pour « se débarrasser d'opposants potentiels dans son pays » et « pour […] embarrasser » l'Union européenne. Il conclut son intervention en affirmant que l'arrivée des réfugiés ukrainiens dans l'Est sera « sans doute une immigration de grande qualité […]. Ce seront des intellectuels, et pas seulement, mais on aura une immigration de grande qualité dont on pourra tirer profit »[source insuffisante].
Cette vision utilitariste de l'exil des Ukrainiens et leur distinction avec celui des populations du Moyen-Orient et d'Afrique provoque une controverse au sein de la classe politique française, particulièrement dans les partis de gauche tels que La France insoumise, Europe Écologie-Les Verts et Lutte ouvrière.

## Décorations
- Chevalier de la Légion d'honneur le 14 juillet 2009[28]

### Publications
- Droite, année zéro, Flammarion, 1988
- « Le Rendez-vous manqué de la rénovation », dans L'État de l’opinion, Sofres, 1990
- Le Diable est-il européen ?, Stock, 1992
- En attente d'Europe avec Marc Abélès, Hachette, 1996
- L'Europe assassinée, Éditions Odile Jacob, 2001